# Бородин, Сысой Капитонович
Сысо́й Капито́нович Бороди́н (6 июля 1883 или 18 июля 1883, Нижне-Курмоярская, область Войска Донского — 20 февраля 1961, Париж) — русский офицер, полковник Императорской армии, генерал-майор Русской армии и ВС КОНР. Участник Первой мировой войны и Гражданской войны в России.

## Происхождение и образование
Родился в Нижне-Курмоярской станице Войска Донского, из казачьих детей. В 1904 году окончил Новочеркасское казачье училище. Затем служил в 6-м и 14-м Донских казачьих полках. В 1913 году окончил Николаевскую военную академию.

## Военная служба
Бородин начал участвовать в Первой мировой войне в составе 1-й Донской казачьей дивизии. В марте 1914 года произведён в капитаны, а 15 августа 1916 года в подполковники. 27 ноября 1916 года назначен штаб-офицером для поручений при штабе 14-го армейского корпуса, в который был определён в октябре 1915 года. 25 ноября 1917 года Бородин стал начальником штаба Туркестанской стрелковой дивизии.
До конца 1917 года уехал в станицу Нижне-Курмоярскую на Дону, где командовал станичным полком, с которым весной 1918 года участвовал в Общедонском восстании — возглавил станицы Верхне-Курмоярскую, Нижне-Курмоярскую, Нагавскую, Есауловскую и Потемкинскую. Этой же весной в чине полковника назначен начальником штаба в отряде генерала К. К. Мамонтова. После освобождения Дона был избран членом Войскового Круга, где был председателем Военной комиссии. Одновременно с этим в 8-м Донском корпусе исполнял должность начальника штаба. В феврале 1919 года, получив генерал-майора, стал начальником Донского Войскового штаба, с которым в марте 1920 года, во время отступления и эвакуации, прибыл из Новороссийска в Крым. Начальник штаба 3-й Донской дивизии Русской армии Врангеля.

## Эмиграция
В ноябре 1920 года русские войска эвакуировались из Крыма и С. К. Бородин попал на остров Лемнос (Греция). Затем он уехал в Болгарию, работал таксистом, в начале 20-х в Софии исполнял должности командира Донского Георгиевского Гундоровского полка.
Во время Второй мировой войны командовал отдельным Донским казачьим полком корпуса генерал-майора А. В. Туркула. Этот корпус входил в состав Вооружённых Сил Комитета освобождения народов России, он начал формироваться в конце 1944 года в районе Зальцбурга (Австрия) из личного состава русских подразделений в составе Вермахта и войск СС. Общая численность — 5200 человек.
Был в плену у англо-американских союзников, насильственной выдачи СССР избежал. В 1948 году избран членом Военного Совета СВОД. В 1953 году был одним из кандидатов на пост Донского атамана в Зарубежье, но снял свою кандидатуру в пользу генерала П. К. Писарева. Последние годы жизни провёл в Ганьи (пригород Парижа), где умер 20 февраля 1961 года. Похоронен на местном кладбище.